# Ifjú Olaszország
Az Ifjú Olaszország (olaszul: Giovine Italia, más fordításban: Fiatal Olaszország, Ifjú Itália) egy mozgalom volt, melyet 1831-ben Giuseppe Mazzini hívott életre a carbonari mozgalom romjain az egységes, köztársasági Olaszország megteremtésére.